# Сана (мухафаза)
Сана (араб. صنعاء) - одна з 21 мухафази Ємену. Розташована на заході центральної частини країни. Межує з мухафазах: Ель-Джауф (на півночі),  Маріб (на сході), Ель-Бейда  (на південному сході), Дамар (на півдні), Райма і Ходейда (на південному заході ), Махвіт і Амран (на північному заході). 
Площа становить 15 052 км²; населення - 1042468 чоловік (2012). Середня щільність населення - 69,26 чол./км². Адміністративний центр - місто Сана. На території мухафаза знаходиться найбільша гора Аравійського півострова Ен-Набі-Шуайб.

## Райони (мудіріі) мухафази Сана
- Al Haymah Ad Dakhiliyah
- Al Haymah Al Kharijiyah
- Al Husn
- Arhab
- Attyal
- Bani Dhabyan
- Bani Hushaysh
- Лазні Матар
- Bilad Ar Rus
- Hamdan
- Jihanah
- Хаулан
- Манахов
- Nihm
- Sa'fan
- Sanhan

## Історія
Довге правління імама ан-Насир Ахмада було наповнене боротьбою проти прихильників Фатімідів, які ще були сильні в деяких частинах Ємену. Імам зібрав військо одноплемінників з Хамдана, Наджрана і Хаулана (Khawlan) (Хамдан і Хаулан - сьогодні це району (модірії) мухафази Сана) для боротьби з даватом Фатімідами. У січні 920 року він зустрівся з лідером ісмаїлітів Абд аль-Хаміда з гір Мусавар (араб. مسور; англ. Jabal Maswar) в триденній битві при Хафаш (Nughash або Nufash - мудірія (район) сусідньої мухафази аль-Махвіт) за межами Сани. Абд аль-Хамід зазнав нищівної поразки, яка зруйнувала вплив ісмаїлітів в Ємені безповоротно.